# Albgau (Nordschwarzwald)

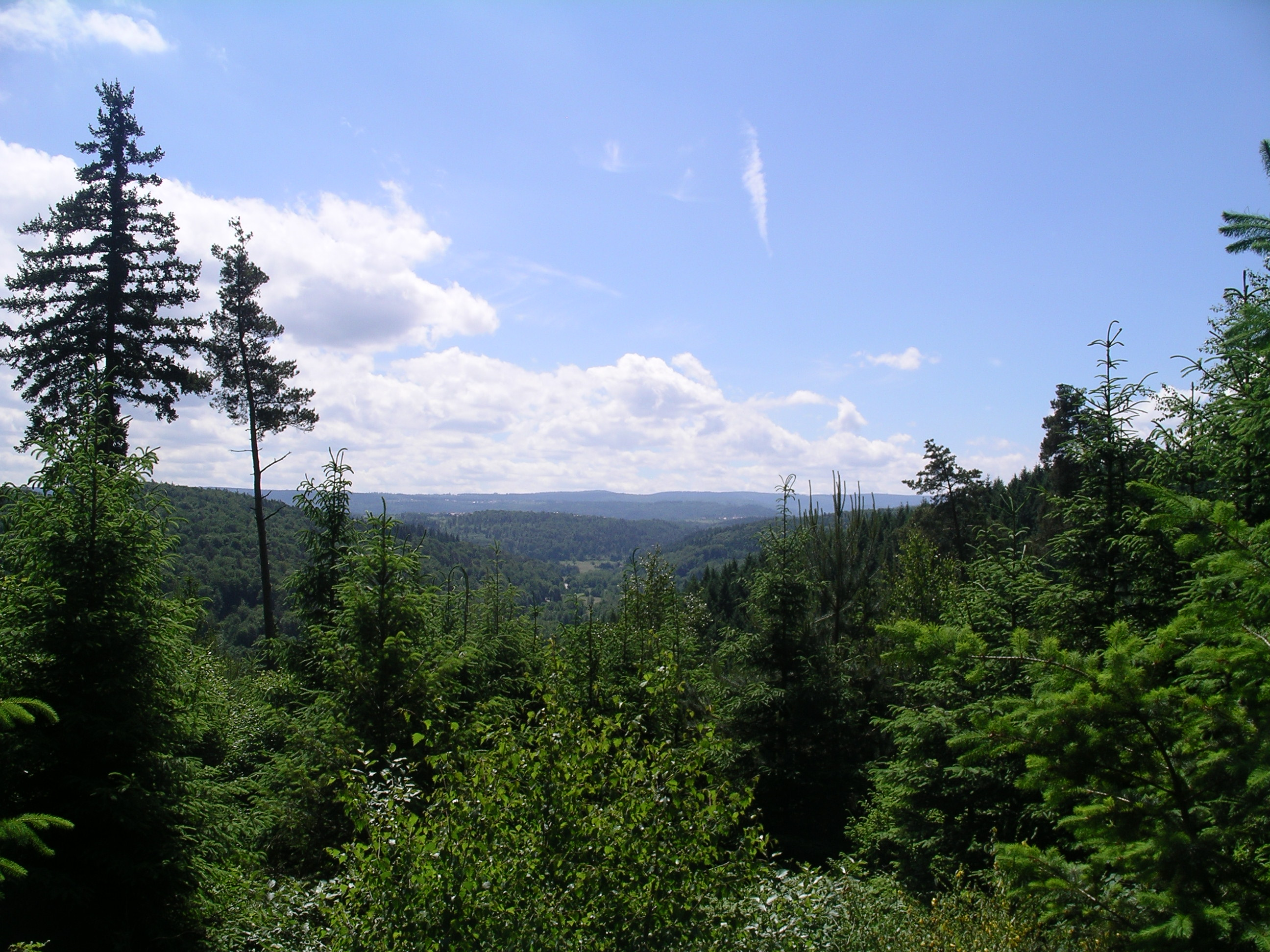
Blick vom Brandberg bei Spessart nach Süden ins Albtal und auf den Nordschwarzwald

Albgau wird das Albtal mit den Gemeinden Waldbronn und Karlsbad im nördlichen Teil des Schwarzwalds genannt. Hier ist der Name weit verbreitet, vor allem bei Vereinen, aber auch einer Stadtbahnstrecke des Karlsruher Verkehrsverbundes (KVV), einem Schwimmbad in Ettlingen und einem Landschaftsschutzgebiet bei Waldbronn. In römischer Zeit wurde Holz auf der Alb geflößt. Einzelne Flurnamen deuten auf längst erloschenen Bergbau hin. Erst im Hochmittelalter kommt es zu ersten kleinen Ansiedlungen im langgezogenen Talgrund: Herrenalb (1148/49), Frauenalb (um 1185), Marxzell (1255), Kochmühle (1288) bei Neurod. Das Albtal ist von seiner Beschaffenheit eher steil und eng und auf Grund des Sandsteinuntergrundes eher unfruchtbar; dies sind mit Sicherheit Gründe für die späte Erschließung.